# Arjo AB
Arjo är ett svenskt börsnoterat medicinteknisk produktionsföretag med huvudkontor i Malmö.
Arjo grundades som en mekanisk verkstad och ett legoföretag i Eslöv 1957 av Arne Johansson. Denne utvecklade produkter för förflyttning av patienter inom vård och äldreomsorg och ergonomiskt anpassad utrustning för vårdpersonal. 
Arne Johansson sålde 1984 Arjo till Malmros International i Trelleborg. På 1980-talet förvärvades företag utomlands, bland annat i USA (Century) och Storbritannien (Mecanais). År 1993 introducerades Arjo på Stockholmsbörsen, och 1995 köptes det upp av Getinge AB.
Getinge AB köpte 2007 brittiska Huntleigh Technology PLC och slog samman Arjo och Huntleigh till Arjo Huntleigh. Den ursprungliga fabriken i Eslöv lades ned 2013, och tillverkningen av bad- och hygienprodukter flyttades till Poznan i Polen.
Arjo avknoppades från Getinge AB och delades ut till Getinges aktieägare 2017 och börsintroducerades för andra gången samma år.